# シルバークイーン2
シルバークイーン2は、シルバーフェリー（川崎近海汽船）が運航していたフェリー。

## 概要
シルバークイーン (初代)の代船として新潟鐵工所で建造され、1982年9月に就航。その後1986年6月に船体延長工事を石川島播磨重工磯子工場にて実施、車両搭載能力が強化された。1988年6月に上部甲板に大浴場増設工事を函館どつくにて実施。1998年3月にシルバークイーン (3代)の就航により引退した。
1998年4月、中国ヤンタイ・サルベージへ760万ドルで売却され、銀河公主（YIN HEGONG ZHU）となり、天津-大連航路に就航した。後にZE HAIと改名され、大連 - 煙台航路に就航していた。
その後、増設の大浴場部分を撤去しインドネシアのPT Surya Timur Lineへ売却され、SALVATOREとしてスンダ海峡を横断する航路に就航。2017年4月にはsumaja lineに売却され引き続きスンダ海峡にて運航。

### 航路
シルバーフェリー
- 八戸港（八太郎地区3号埠頭） - 苫小牧港（苫小牧西港フェリーターミナル）

就航当初はフェリーはちのへ (初代)と、1988年12月以降はフェリーはちのへ (2代)と運航されていた。

## 船内
Bデッキ
- 特等室（2名×5室）
- 1等室（洋室4名×3室、和室6名×4室）
- 特2等室（洋室4名×3室、和室6名×2室）
- 2等室（1室）
- レストラン
- 浴場

Cデッキ
- 2等室（4室）
- ドライバー室（38名×2室）
- エントランスホール
- 売店